# Grand Prix Formule 1 van China 2006
De Grand Prix Formule 1 van China 2006 werd gehouden op 1 oktober 2006 op het Shanghai International Circuit in Shanghai.

## Testrijders op vrijdag
| Team                  | Rijder              |
| --------------------- | ------------------- |
| Williams - Cosworth   | Alexander Wurz      |
| Honda                 | Anthony Davidson    |
| Red Bull - Ferrari    | Michael Ammermüller |
| BMW Sauber            | Sebastian Vettel    |
| MF1 - Toyota          | Alexandre Prémat    |
| Toro Rosso - Cosworth | Neel Jani           |
| Super Aguri - Honda   | Franck Montagny     |

## Uitslag
| Positie | Nummer | Rijder               | Team                  | Ronden | Tijd/Opgave | Startplaats | Punten |
| ------- | ------ | -------------------- | --------------------- | ------ | ----------- | ----------- | ------ |
| 1       | 5      | Michael Schumacher   | Scuderia Ferrari      | 56     | 1:37:32.747 | 6           | 10     |
| 2       | 1      | Fernando Alonso      | Renault               | 56     | +3.121      | 1           | 8      |
| 3       | 2      | Giancarlo Fisichella | Renault               | 56     | +44.197     | 2           | 6      |
| 4       | 12     | Jenson Button        | Honda                 | 56     | +1:12.056   | 4           | 5      |
| 5       | 4      | Pedro de la Rosa     | McLaren - Mercedes    | 56     | +1:17.137   | 7           | 4      |
| 6       | 11     | Rubens Barrichello   | Honda                 | 56     | +1:19.131   | 3           | 3      |
| 7       | 16     | Nick Heidfeld        | BMW Sauber            | 56     | +1:31.979   | 8           | 2      |
| 8       | 9      | Mark Webber          | Williams - Cosworth   | 56     | +1:43.588   | 14          | 1      |
| 9       | 14     | David Coulthard      | Red Bull - Ferrari    | 56     | +1:43.796   | 12          |        |
| 10      | 20     | Vitantonio Liuzzi    | Toro Rosso - Cosworth | 55     | +1 Ronde    | 13          |        |
| 11      | 10     | Nico Rosberg         | Williams - Cosworth   | 55     | +1 Ronde    | 15          |        |
| 12      | 15     | Robert Doornbos      | Red Bull - Ferrari    | 55     | +1 Ronde    | 10          |        |
| 13      | 17     | Robert Kubica        | BMW Sauber            | 55     | +1 Ronde    | 9           |        |
| 14      | 21     | Scott Speed          | Toro Rosso - Cosworth | 55     | +1 Ronde    | 11          |        |
| 15      | 19     | Christijan Albers    | Spyker MF1 - Toyota   | 53     | +3 Rondes   | 22          |        |
| 16      | 23     | Sakon Yamamoto       | Super Aguri - Honda   | 52     | +4 Rondes   | 19          |        |
| Ret     | 7      | Ralf Schumacher      | Toyota                | 49     | Oliedruk    | 16          |        |
| Ret     | 6      | Felipe Massa         | Scuderia Ferrari      | 44     | Botsing     | 20          |        |
| Ret     | 8      | Jarno Trulli         | Toyota                | 38     | Luchtdruk   | 17          |        |
| Ret     | 18     | Tiago Monteiro       | Spyker MF1 - Toyota   | 37     | Gespind     | 18          |        |
| Ret     | 3      | Kimi Räikkönen       | McLaren - Mercedes    | 18     | Gaskleppen  | 5           |        |
| DSQ     | 22     | Takuma Sato          | Super Aguri - Honda   | 55     | +1 Ronde    | 21          |        |

## Wetenswaardigheden
- 91ste en Laatste overwinning Michael Schumacher.
- Felipe Massa en Takuma Sato kregen 10 plaatsen straf vanwege motorwissels en zij moesten als 20ste en 21ste starten.
- Christijan Albers kreeg zijn auto niet bij de weegschaal en moest van de stewards achteraan starten.
- Takuma Sato was vanaf de 14de plaats gediskwalificeerd omdat hij blauwe vlaggen negeerde.
- Christijan Albers kreeg 25 seconden straf omdat hij blauwe vlaggen negeerde.

## Standen na de Grand Prix

### Coureurs
| Positie | Nummer | Rijder               | Team             | Punten |
| ------- | ------ | -------------------- | ---------------- | ------ |
| 1       | 5      | Michael Schumacher   | Scuderia Ferrari | 116    |
| 2       | 1      | Fernando Alonso      | Renault          | 116    |
| 3       | 2      | Giancarlo Fisichella | Renault          | 63     |
| 4       | 6      | Felipe Massa         | Scuderia Ferrari | 62     |
| 5       | 3      | Kimi Räikkönen       | McLaren          | 57     |

### Constructeurs
| Positie | Nummers | Team             | Rijders                              | Punten |
| ------- | ------- | ---------------- | ------------------------------------ | ------ |
| 1       | 1 2     | Renault          | Fernando Alonso Giancarlo Fisichella | 179    |
| 2       | 5 6     | Scuderia Ferrari | Michael Schumacher Felipe Massa      | 178    |
| 3       | 3 4     | McLaren          | Kimi Räikkönen Juan Pablo Montoya    | 101    |
| 4       | 11 12   | Honda            | Jenson Button Rubens Barrichello     | 73     |
| 5       | 16 17   | BMW Sauber       | Nick Heidfeld Robert Kubica          | 35     |

## Statistieken
| Snelste ronde | Fernando Alonso | Renault | 1:37.586 |

2004 · 2005 · 2006 · 2007 · 2008 · 2009 · 2010 · 2011 · 2012 · 2013 · 2014 · 2015 · 2016 · 2017 · 2018 · 2019 · 2024 · 2025